# Langlaufen op de Olympische Winterspelen 2022 - Teamsprint vrouwen
De teamsprint klassiek voor vrouwen tijdens de Olympische Winterspelen 2022 vond plaats op 16 februari 2022 in het National Cross-Country Centre in Zhangjiakou. De wedstrijd vond plaats in de klassieke stijl in tegenstelling tot 2018 toen er in de vrije stijl gelopen werd. Regerend olympisch kampioen was de Verenigde Staten (Jessie Diggins en Kikkan Randall).

## Tijdschema
| Datum                | Lokale tijd | MET   | Ronde         |
| -------------------- | ----------- | ----- | ------------- |
| woensdag 16 februari | 15:15       | 08:15 | Halve finales |
| woensdag 16 februari | 17:15       | 10:15 | Finale        |

## Uitslag
| DNS | = Niet gestart (Did Not Start)                                |
| LAP | = Ingehaald (Lapped)                                          |
| Q   | = Door naar de volgende ronde                                 |
| q   | = Door naar de volgende ronde op basis van tijd (Lucky Loser) |

### Halve finales
Halve finale 1
| Rang | Bib | Namen                                     | Land             | Tijd     | Verschil  | Opm. |
| ---- | --- | ----------------------------------------- | ---------------- | -------- | --------- | ---- |
| 1    | 4   | Katharina Hennig / Victoria Carl          | Duitsland        | 23:02,08 | –         | Q    |
| 2    | 1   | Rosie Brennan / Jessie Diggins            | Verenigde Staten | 23:06,11 | +4,03     | Q    |
| 3    | 5   | Teresa Stadlober / Lisa Unterweger        | Oostenrijk       | 23:08,34 | +6,26     | Q    |
| 4    | 2   | Laurien van der Graaff / Nadine Fähndrich | Zwitserland      | 23:30,86 | +28,78    | Q    |
| 5    | 7   | Chi Chunxue / Li Xin                      | China            | 23:43,93 | +41,85    |      |
| 6    | 6   | Katherine Stewart-Jones / Dahria Beatty   | Canada           | 24:03,72 | +1:01,64  |      |
| 7    | 3   | Eva Urevc / Anamarija Lampič              | Slovenië         | 24:10,14 | +1:08,06  |      |
| 8    | 11  | Jessica Yeaton / Casey Wright             | Australië        | 25:13,42 | +2:11,34  |      |
| 9    | 8   | Joelia Krol / Maryna Antsybor             | Oekraïne         | 25:46,04 | +2:43,96  |      |
| 10   | 10  | Tena Hadžić / Vedrana Malec               | Kroatië          | 26:29,23 | +3:27,15  |      |
| 11   | 13  | Kitija Auzina / Estere Volfa              | Letland          | 26:46,26 | +3:44,18  |      |
| 12   | 12  | Ayşenur Duman / Özlem Ceren Dursun        | Turkije          | LAP      | +10:10,10 |      |
| 13   | 9   | Anastasia Kirillova / Hanna Karaliova     | Wit-Rusland      | DNS      | +10:10,10 |      |

Halve finale 2
| Rang | Bib | Namen                                     | Land            | Tijd     | Verschil | Opm. |
| ---- | --- | ----------------------------------------- | --------------- | -------- | -------- | ---- |
| 1    | 14  | Joelia Stoepak / Natalja Neprjajeva       | Russische ploeg | 23:00,47 | –        | Q    |
| 2    | 16  | Kerttu Niskanen / Krista Pärmäkoski       | Finland         | 23:00,82 | +0,35    | Q    |
| 3    | 15  | Maja Dahlqvist / Jonna Sundling           | Zweden          | 23:01,40 | +0,93    | Q    |
| 4    | 17  | Tiril Udnes Weng / Maiken Caspersen Falla | Noorwegen       | 23:05,06 | +4,59    | Q    |
| 5    | 21  | Mélissa Gal / Léna Quintin                | Frankrijk       | 23:26,28 | +25,81   | q    |
| 6    | 20  | Izabela Marcisz / Monika Skinder          | Polen           | 23:32,34 | +31,87   | q    |
| 7    | 19  | Caterina Ganz / Lucia Scardoni            | Italië          | 23:47,06 | +46,59   |      |
| 8    | 18  | Kateřina Janatová / Petra Hynčicová       | Tsjechië        | 23:55,59 | +55,12   |      |
| 9    | 23  | Mariel Merlii Pulles / Keidy Kaasiku      | Estland         | 24:47,51 | +1:47,04 |      |
| 10   | 22  | Nadezjda Stepasjkina / Ksenia Sjalygina   | Kazachstan      | 24:57,59 | +1:57,12 |      |
| 11   | 24  | Han Da-som / Lee Eui-jin                  | Zuid-Korea      | 26:55,52 | +3:55,05 |      |
| 12   | 26  | Jaqueline Mourão / Eduarda Ribera         | Brazilië        | LAP      | +4:00,00 |      |
| 13   | 25  | Maria Ntanou / Nefeli Tita                | Griekenland     | LAP      | +4:00,01 |      |
| 14   | 27  | Egle Savickaite / Ieva Dainyte            | Litouwen        | LAP      | +4:00,02 |      |

### Finale
| Rang   | Bib | Namen                                     | Land             | Tijd     | Verschil |
| ------ | --- | ----------------------------------------- | ---------------- | -------- | -------- |
| Goud   | 4   | Katharina Hennig / Victoria Carl          | Duitsland        | 22:09,85 | –        |
| Zilver | 15  | Maja Dahlqvist / Jonna Sundling           | Zweden           | 22:10,02 | +0,17    |
| Brons  | 14  | Joelia Stoepak / Natalja Neprjajeva       | Russische ploeg  | 22:10,56 | +0,71    |
| 4      | 16  | Kerttu Niskanen / Krista Pärmäkoski       | Finland          | 22:13,71 | +3,86    |
| 5      | 1   | Rosie Brennan / Jessie Diggins            | Verenigde Staten | 22:22,78 | +12,93   |
| 6      | 5   | Teresa Stadlober / Lisa Unterweger        | Oostenrijk       | 22:55,25 | +45,40   |
| 7      | 2   | Laurien van der Graaff / Nadine Fähndrich | Zwitserland      | 23:02,09 | +52,24   |
| 8      | 17  | Tiril Udnes Weng / Maiken Caspersen Falla | Noorwegen        | 23:15,28 | +1:05,43 |
| 9      | 20  | Izabela Marcisz / Monika Skinder          | Polen            | 23:48,01 | +1:38,16 |
| 10     | 21  | Mélissa Gal / Léna Quintin                | Frankrijk        | 24:04,92 | +1:55,07 |